# Reprezentacja Łotwy w rugby 7 mężczyzn
Reprezentacja Łotwy w rugby 7 mężczyzn – zespół rugby 7, biorący udział w imieniu Łotwy w meczach i sportowych imprezach międzynarodowych, powoływany przez selekcjonera, w którym mogą występować wyłącznie zawodnicy posiadający obywatelstwo tego kraju, mieszkający w nim, bądź kwalifikujący się ze względu na pochodzenie rodziców lub dziadków. Za jego funkcjonowanie odpowiedzialny jest Latvijas Regbija Federācija, członek Rugby Europe i World Rugby.
Rugby union na terenie Łotwy pojawiło się w latach sześćdziesiątych XX wieku, w odmianie siedmioosobowej zaś w 1990 roku. Wówczas to dwie łotewskie drużyny udały się do Finlandii na towarzyskie zawody. Pierwszym poważnym turniejem reprezentacji były kwalifikacje do Pucharu Świata 1993 zorganizowane dla zespołów z byłych republik radzieckich, który Łotysze niespodziewanie zakończyli zwycięstwem.

## Turnieje

### Udział wPucharze Świata
| Rok  | Wynik                | Źródło |
| ---- | -------------------- | ------ |
| 1993 | 17–24 (faza grupowa) |        |
| 1997 | –                    |        |
| 2001 | –                    |        |
| 2005 | –                    |        |
| 2009 | –                    |        |
| 2013 | –                    |        |
| 2018 | –                    |        |
| 2022 | –                    |        |